# István Tamássy
István Tamássy (1910 - 1994) était un joueur de football international hongrois, qui évoluait en tant qu'attaquant.

## Biographie
On sait peu de choses sur lui sauf qu'il évolue à l'Újpest FC lorsqu'il fait partie de l'équipe hongroise qui participe à la coupe du monde 1934 en Italie.